# Першинское сельское поселение (Владимирская область)
 Пе́ршинское се́льское поселе́ние — муниципальное образование в составе Киржачского района Владимирской области.
Административный центр поселения — посёлок Першино.

## Географическое положение
Поселение расположено центральной части района. По территории поселения протекает реки Киржач и Шерна, проходит железнодорожная линия Александров — Орехово-Зуево (входит в Большое железнодорожное кольцо вокруг Москвы).

## История
В 1984 году был образован Першинский сельсовет с центром в посёлке Першино, в него были включены населённые пункты Барсово, Грибаново, Першино, Храпки Федоровского сельсовета.
Першинское сельское поселение образовано 27 апреля 2005 года в соответствии с Законом Владимирской области № 36-ОЗ. В его состав вошли территории бывших Першинского и Фёдоровского сельских округов.

## Население
| 1991  | 2010  | 2011  | 2012  | 2013  | 2014  | 2015  | 2016  | 2017  |
| ----- | ----- | ----- | ----- | ----- | ----- | ----- | ----- | ----- |
| 2721  | ↗3801 | ↘3787 | ↘3694 | ↘3561 | ↘3466 | ↗3478 | ↗3479 | ↗3494 |
| 2018  | 2019  | 2020  | 2021  |       |       |       |       |       |
| ↗3547 | ↗3561 | ↗3710 | ↗3811 |       |       |       |       |       |

## Состав сельского поселения
В состав поселения входит 10 населённых пунктов:
| №  | Населённый пункт | Тип населённого пункта          | Население |
| -- | ---------------- | ------------------------------- | --------- |
| 1  | Барсово          | посёлок                         | ↘725      |
| 2  | Грибаново        | деревня                         | ↗66       |
| 3  | Илейкино         | деревня                         | ↘30       |
| 4  | Ильинское        | деревня                         | ↘8        |
| 5  | Никифорово       | деревня                         | →27       |
| 6  | Першино          | посёлок, административный центр | ↗1622     |
| 7  | Старово          | деревня                         | ↘16       |
| 8  | Фёдоровское      | деревня                         | ↗984      |
| 9  | Финеево          | деревня                         | ↗62       |
| 10 | Храпки           | деревня                         | ↗271      |

## Достопримечательности
- Церковь Иконы Божией Матери Владимирской в Першино
- Борисоглебский погост с церковью Вознесения Господня (1810—1828) в селе Фёдоровское
- Першинский Дом культуры
- Першинская детская школа искусств
- Свято-Георгиевский храм деревне Ильинское
- Церковь Александра Невского в Барсово